# Chana masala

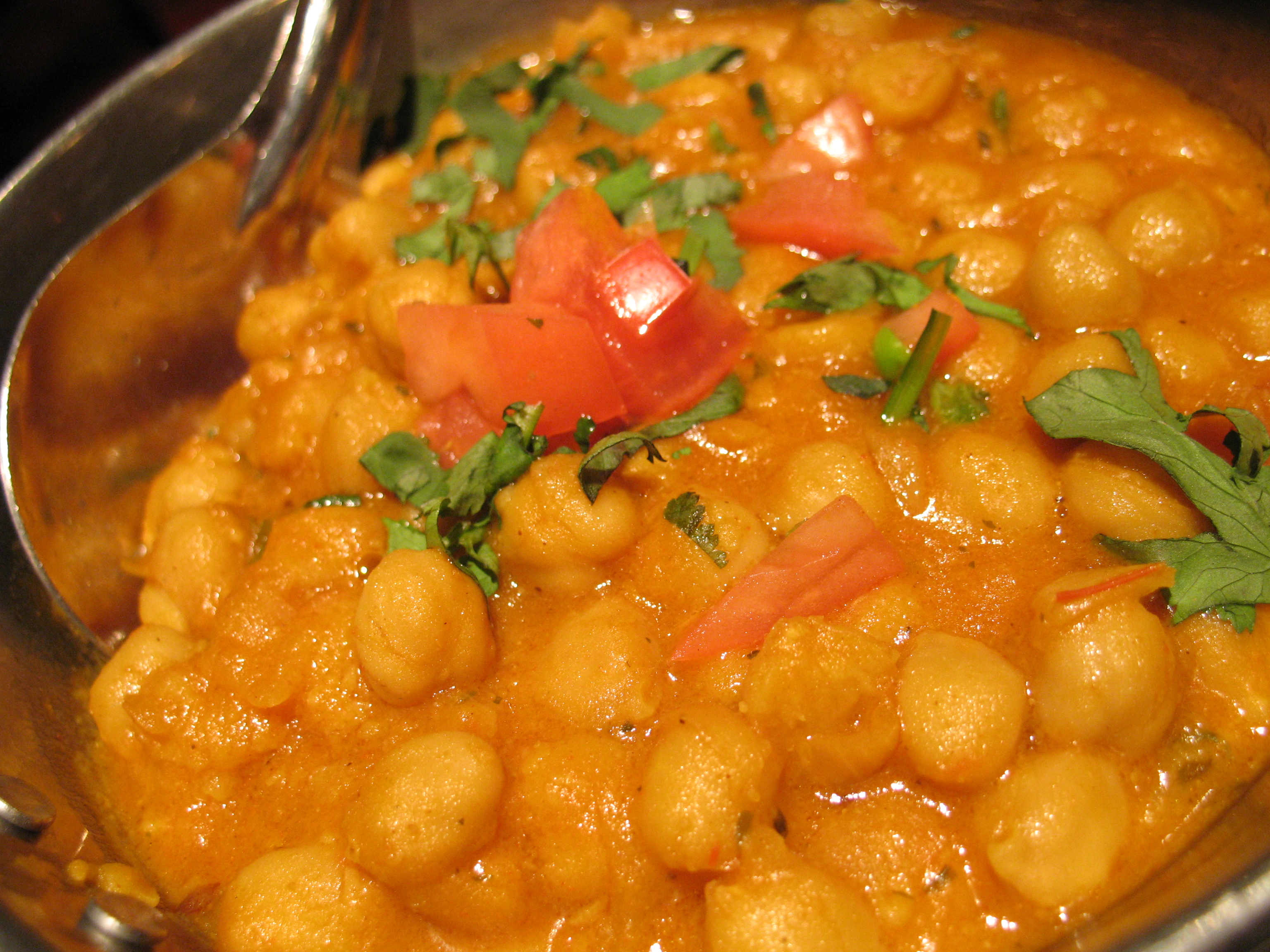
Chana masala.

La chana masala (conocido también como chole - pronunciado como cholay- o chole masala) es un plato típico de la cocina del norte de la India cuyo principal ingrediente es el garbanzo (chana). Se trata de un plato muy especiado con un sabor cítrico bastante ácido. Es muy popular principalmente en Panyab y es ampliamente consumido en el noroeste de la India, en las regiones de Guyarat y Sind. En el Guyarat y en áreas de Rayastán se suele cocinar seco con especias fuertes.

## Características
El plato se compone principalmente de garbanzos, los ingredientes de acompañamiento son las cebollas, tomate picado, cúrcuma (haldi), semillas de coriandro, ajo, chiles, jengibre y la combinación de especies denominada garam masala.  También puede incluir una gran variedad de vegetales y especias de acuerdo a la región.

## En la India
En el territorio de la India se suele servir con un pan frito denominado bhatura y la combinación se conoce como chole bhature. Se suele adquirir en los puestos callejeros así como en restaurantes. Suele servirse como acompañamiento de un plato de arroz o con pan chapati (roti) o con cordero o pollo.

### Fuera de la India
El plato se encuentra con facilidad en los restaurantes indios de Occidente (fuera de la India). Se puede encontrar con relativa facilidad en los restaurantes indios de Inglaterra y es uno de los platos más típicos de los vegetarianos.